# 川壙機場

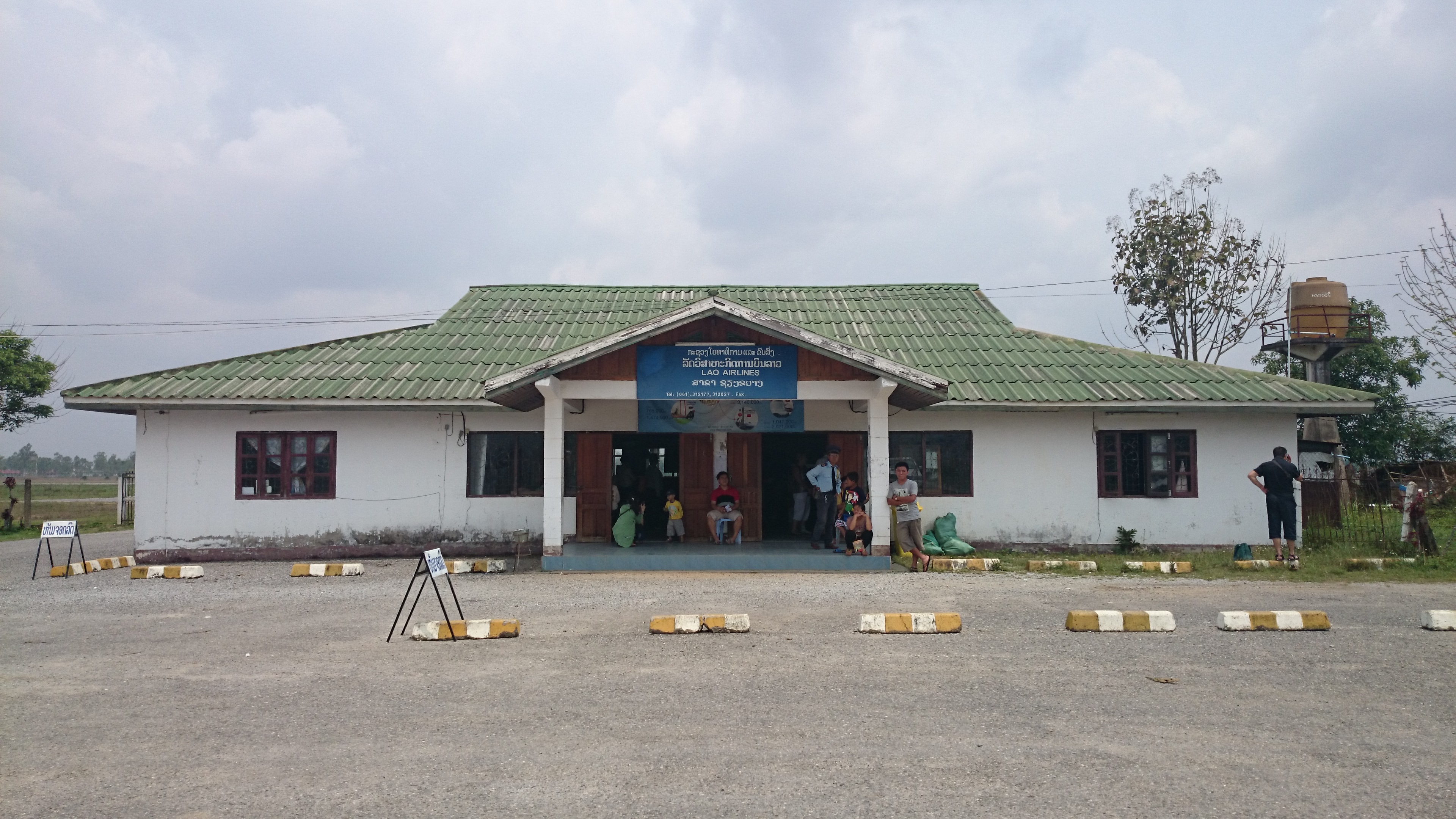
川壙機場客運大樓

川壙機場是位於老撾川壙省省會豐沙灣的機場，也是老撾小型機場。

## 航空公司及目的地
| 航空公司 | 目的地 |
| -------- | ------ |
| 老撾航空 | 永珍   |